# Agdistis bifurcatus
Agdistis bifurcatus é uma espécie de insetos lepidópteros, mais especificamente de traças, pertencente à família Pterophoridae.
A autoridade científica da espécie é Agenjo, tendo sido descrita no ano de 1952.
Trata-se de uma espécie presente no território português.